# Miss You (chanson de Jérémie Makiese)
Pour les articles homonymes, voir Miss You.
Chansons représentant la Belgique au Concours Eurovision de la chanson
The Wrong Place
(2021) Because of You
(2023)
Miss You est une chanson de Jérémie Makiese, ayant représenté la Belgique au Concours Eurovision de la chanson 2022, à Turin en Italie, après avoir été choisie en interne par le télédiffuseur belge francophone, la Radio-télévision belge de la Communauté française (RTBF). À l'issue du Concours, elle se classe à la 19e position parmi les 25 finalistes. Elle est intégralement interprétée en anglais, comme le permet la règle du Concours depuis 1999.

## Concours Eurovision de la chanson

### Sélection interne
Le 15 septembre 2021, la RTBF annonce avoir sélectionné en interne le chanteur Jérémie Makiese pour représenter la Belgique au Concours Eurovision de la chanson 2022.

La chanson est présentée pour la première fois lors de l'émission de radio Le 8/9, diffusée sur VivaCité, puis le clip a été dévoilé d'abord sur la chaîne La Une, et peu après sur la chaîne YouTube officielle du Concours Eurovision de la chanson.

### À l'Eurovision
Selon les règles de l'Eurovision, toutes les nations à l'exception du pays hôte et des Big Five (France, Allemagne, Italie, Espagne et Royaume-Uni) doivent se qualifier à l'une des deux demi-finales pour concourir pour la finale; les dix premiers pays de chaque demi-finale accèdent à celle-ci. L'Union européenne de radio-télévision (UER) a divisé les pays concurrents en six lots différents en fonction des modèles de vote des concours précédents, les pays ayant des historiques de vote favorables étant placés dans le même lot. Le 25 janvier 2022, un tirage au sort a été effectué pour placer chaque pays dans l'une des deux demi-finales, ainsi que pour déterminer dans quelle moitié du spectacle il se produirait. La Belgique a ainsi été placée dans la seconde demi-finale, qui s'est tenue le jeudi 12 mai 2022, et a participé à la deuxième partie du show. 

La Belgique s'est qualifiée pour la finale, en terminant à la 8e place sur 18 demi-finalistes, avec 151 points.
Le pays a finalement terminé à la 19e place de la finale avec 64 points (59 du jury et 5 du public),.

## Classements
| Classement (2022)                       | Meilleure position |
| --------------------------------------- | ------------------ |
| Belgique (Flandre Ultratop 50 Singles)  | 1                  |
| Belgique (Wallonie Ultratop 50 Singles) | 3                  |
| Islande (Plötutíðindi)                  | 30                 |
| Lituanie (AGATA)                        | 17                 |
| Pays-Bas (Single Top 100)               | 11                 |
| Suède (Sverigetopplistan)               | 12                 |